# William F. Sater
William Frederick Sater (New York City, 13 de noviembre de 1937), más conocido como William F. Sater, es un historiador estadounidense, profesor emérito en la Universidad Estatal de California, Long Beach, que ha escrito varias, ampliamente conocidas obras sobre la Guerra del Pacífico y Chile, que han sido publicados en Chile, Gran Bretaña, Estados Unidos, Italia y México.
Sater estudió en la Stanford University (AB, 1959) y en la Universidad de California en Los Ángeles (MA, 1964, PhD, 1968).

## Obras
- The Heroic Image in Chile: Arturo Prat, Secular Saint, Berkeley, University of California Press, isbn 0520022351 (1973, Biografía)
- The Southern Cone Nations of Latin America, Forum Pr, isbn 978-0882736068 (1984, Asuntos regionales)
- Chile and the War of the Pacific, Lincoln : University of Nebraska Press, isbn 0803241550 (1986, historia)
- The Revolutionary Left and terrorist violence in Chile, Prepared for the United States Air Force, (1986)
- Chile and the United States: Empires in Conflict, University of Georgia Press, isbn 0820312495 (1990, Asuntos regionales)
- The Grand Illusion: The Prussianization of the Chilean Army, University of Nebraska Press, isbn 0803223935, (1999, Historia)
- A History of Chile, 1808-2002 (Simon Collier is co-author), Cambridge University Press, isbn 9780521534840, (2004, Historia)
- Andean Tragedy: Fighting the War of the Pacific, 1879-1884 isbn Cambridge University Press, isbn 2006029929, (2007, Historia)

Otras obras han sido publicadas en publicaciones especializadas.